# Брекунец
Брекунец — река в России, протекает в Юрьянском районе Кировской области. Устье реки находится в 113 км по левому берегу реки Великой. Длина реки составляет 10 км.
Исток реки в лесном массиве в 24 км к северу от посёлка Юрья. Река течёт на юго-запад, затем поворачивает на северо-запад. Всё течение проходит по ненаселённому лесу. Впадает в Великую выше посёлка при станции Великая (Верховинское сельское поселение).

## Данные водного реестра
По данным государственного водного реестра России относится к Камскому бассейновому округу, водохозяйственный участок реки — Вятка от города Киров до города Котельнич, речной подбассейн реки — Вятка. Речной бассейн реки — Кама.
По данным геоинформационной системы водохозяйственного районирования территории РФ, подготовленной Федеральным агентством водных ресурсов:
- Код водного объекта в государственном водном реестре — 10010300312111100034266
- Код по гидрологической изученности (ГИ) — 111103426
- Код бассейна — 10.01.03.003
- Номер тома по ГИ — 11
- Выпуск по ГИ — 1